# 梅浦站
梅浦站（：／ Maepo yeok */?）是京釜線沿線的一座鐵路車站，位於韓國世宗特别自治市芙江面，目前不提供客運服務。

## 历史
- 1946年2月18日 - 落成使用。
- 1977年12月26日 - 新站舍竣工。
- 2004年7月15日 - 客运业务停止办理。

## 车站周边
- 芙蓉产业团地
- 锦江

## 相鄰車站
韓國鐵道公社
京釜線
芙江－梅浦－新灘津